# Forêt de Bonnevaux
Pour les articles homonymes, voir Bonnevaux.
La forêt de Bonnevaux ou massif forestier des Bonnevaux se situe dans le département de l'Isère, en  Auvergne-Rhône-Alpes, dans le centre-est de la France.
Situé à l'ouest de ce département, entre les communes de Champier à l'Est et de Primarette, à l'Ouest, ce massif forestier est délimité au Sud par la plaine du Liers, en marge des Terres froides et au Nord par la vallée de la Gervonde où se situe le territoire de la commune de Saint-Jean-de-Bournay. L'altitude du massif est comprise entre 500 m et 612 mètres.
Plusieurs cours d'eau y prennent leur source telle la Gère ou la Varèze. Elle est essentiellement composée de peuplements à chêne sessile, châtaignier et hêtre. Par ailleurs, le massif abrite un grand nombre d'étangs. Ces étangs sont l'habitat de plusieurs espèces particulières, telle la libellule Cordulie à deux taches (Epitheca bimaculata).
Le massif héberge deux zones naturelles d'intérêt écologique, faunistique et floristique (ZNIEFF). Un projet de classement de la forêt en Réseau Natura 2000 n'a jamais abouti

## Histoire

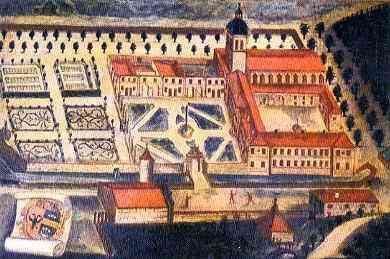
L'abbaye de Bonnevaux vers 1750.

En 1117, Gui de Bourgogne, archevêque de Vienne fonde l'abbaye cistercienne de Bonnevaux, dont le premier abbé est Jean de Bonnevaux, à Saint-Symphorien-de-Marc, aujourd'hui Villeneuve-de-Marc. de Citeaux.
La plupart des étangs de cette forêt furent d'ailleurs créés au Moyen Âge par les moines cisterciens de cette abbaye. Ces plans d'eau, tous de tailles différentes étaient alors utilisés pour la pisciculture.
Cette abbaye fut pillée durant la Révolution française. Lors la vente des biens nationaux par l'État, elle fut achetée par des notaires qui la vendirent comme carrière de pierres vers 1830.
Une commune nouvelle est créée au 1er janvier 2019 par un arrêté préfectoral du 11 octobre 2018. Initialement, la dénomination adoptée était « Porte des Bonnevaux » mais un arrêté complémentaire du 21 décembre 2018 est venu corriger la graphie afin d'écrire ce nom avec des traits d'union sous l'appellation définitive de « Porte-des-Bonnevaux ». Cette collectivité concerne les territoires des anciennes communes d'Arzay, Commelle, Nantoin et Semons.

## Géographie

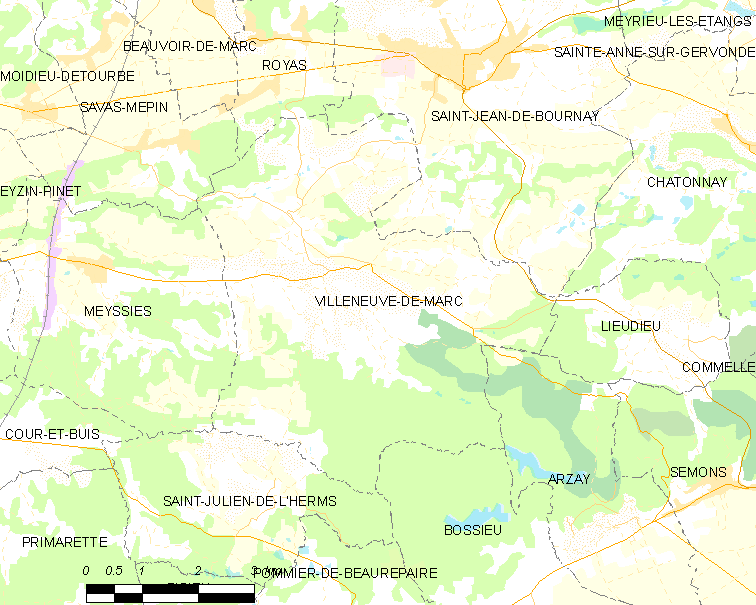
Carte de la partie occidentale du massif.

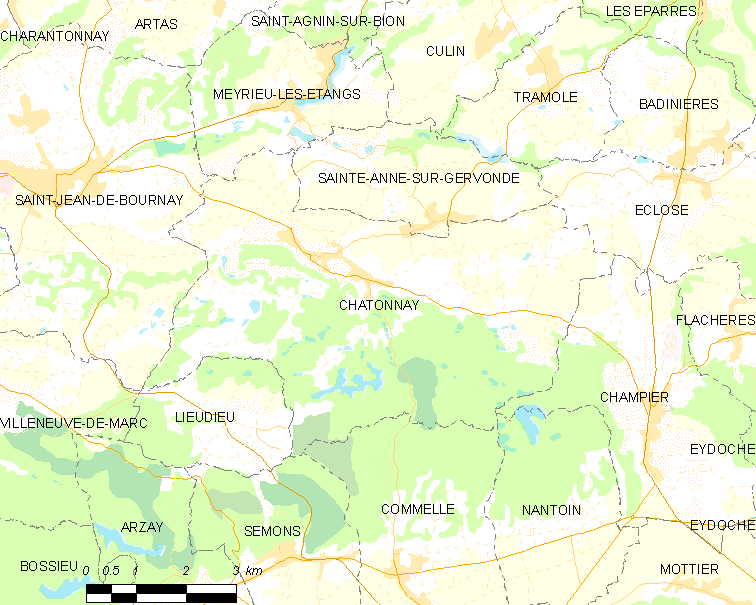
Carte de la partie orientale du massif.

### Localisation et accès

#### Situation
Situé dans le centre-est de la France, entre les agglomérations de Lyon et de Grenoble, en lisière des Terres froides, région naturelle avec laquelle, il est souvent associé, le massif forestier des Bonnevaux s'étend sur plus de 9 000 hectares. La vallée de la Gère, située au nord, et la plaine de la Bièvre et du Liers au sud permettent d'isoler le plateau de Bonnevaux et de l'identifier facilement à l'instar du plateau de Chambaran, situé plus au sud.
Selon le site Nature vivante, les limites orientales de la forêt correspondent au passage de la route Lyon-Grenoble (ancienne route nationale 85) à Champier et les limites occidentales correspondent approximativement au passage de la voie ferrée la LGV Rhône-Alpes et à la forêt domaniale des Blaches (voir carte en image externe).
Le Dictionnaire d'Amboise Dauphiné et Ardèche fixe toutefois les limites orientales de la forêt sur le territoire de la commune de Lieudieu et les limites occidentales sur le territoire de la commune de Saint-Julien-de-l'Herms sans cependant préciser les limites septentrionales et méridionales.

#### Accès routier
Les deux voies autoroutières les plus proches du massif sont :
- l'A48 — 9 Rives : Vienne, Rives, La Côte-Saint-André, à l'Est ;
- l'A7 — 12 Chanas à 24 km : Chanas, Péage-de-Roussillon, à l'Ouest (prendre ensuite la RD51).

L'ancienne route nationale 85 reliant Bourgoin-Jallieu à Grenoble, reclassée en RD1085, passe en limite orientale de la forêt. Cette route à grande circulation traverse le bourg de Champier, non loin des étangs de Nantoin.
L'ancienne route nationale 518 reliant Lyon à Die, reclassée en RD518, traverse la forêt en son milieu. Cette route à grande circulation traverse le bourg de Lieudieu et passe à proximité du site de l'ancienne abbaye.
Les routes départementales RD37, RD41, RD51 et RD56 sillonnent également le massif et relient les territoires des différentes communes entre elles.

#### Sentiers GR
Un des chemins du pèlerinage de Saint-Jacques-de-Compostelle, qui part de Genève (point d'aboutissement de chemins venant d'Allemagne et de Suisse) et se dirigeant vers Puy-en-Velay passe en limite méridionale du massif forestier, au sud de la vallée du Dolon, sur le territoires des communes de Pisieu et de Pommier-de-Beaurepaire.
|  | Parcours Chemin de Saint-Jacques-de-Compostelle / via Gebennensis + via Podiensis • Genève (Suisse) • Les Abrets - Pommier-de-Beaurepaire - (Isère) • Le Puy-en-Velay (Haute-Loire) • Nasbinals (Lozère) • Conques (Aveyron) • Figeac (Lot) • Moissac (Tarn-et-Garonne) • Aire-sur-l'Adour (Landes) • Col de Roncevaux (Espagne) |

### Géologie et description

#### Géologie
Le plateau de Bonnevaux (ou des Bonnevaux) culmine à un peu plus de 600 mètres dans sa partie orientale. À l'instar de son voisin, le plateau de Chambaran, il est constitué d'une base géologique en molasse miocène. le cailloutis de ce plateau comprend essentiellement des quartzites et autres roches siliceuses très fortement altérées. Dans de plus grandes profondeurs cette formation renferme également des roches cristallines et calcaires, également très altérées. Les textures de sol sont limoneuses et argileuses.
L'écoulement des eaux glaciaires superficielles s'écoulant sur le plateau de Bonnevaux a modelé une série de vallons, orientées à l'ouest nord-ouest.

#### Espaces forestiers
Ce massif forestier constitue le plus important du Bas-Dauphiné (dénommé localement Nord-Isère) avec quelque 8 500 hectares situés sur un plateau qui oscille entre 500 et 600 mètres d'altitude. La végétation est marquée par des boisements traités en taillis sous futaies dont les essences principales sont le chêne sessile, le châtaignier et le hêtre.
Cette forêt occupe un espace assez vaste en très grande partie relavant du domaine privé. Selon la carte du site Nature vivante, la forêt de Bonnevaux se partage entre les territoires de quatorze communes, toutes essentiellement rurales, du département de l'Isère. Il s'agit, d'Ouest en Est, des communes de : Primarette, Pisieu, Pommier-de-Beaurepaire, Saint-Julien-de-l'Herms, Villeneuve-de-Marc, Bossieu, Saint-Jean-de-Bournay, Arzay, Lieudieu, Châtonnay, Semons, Commelle, Nantoin et Champier
Voici, ci-dessous, selon cette même carte tirée des cartes de l'Institut national de l'information géographique et forestière la liste la plus complète possible des espaces forestiers qui composent le territoire de la forêt de Bonnevaux.
- la Trêve du Loup
- le bois des Grillières
- les Essarts
- le bois de L'enclos
- le Giray
- le bois de la Manche
- les Platières
- le Grand Bois
- le Battenet
- le Grand Devet
- le Grand Clos
- la Ronge
- les Mouilles
- le Grand Bigallet
- le bois Bigallet
- Tramolle
- la Verrière
- le bois Roux
- le Grand Taillis (mont Buffet)
- le bois du Tramolé
- le bois Margary
- le bois Marais
- le bois du Rey
- le bois du Chard

### Hydrographie

#### Cours d'eau

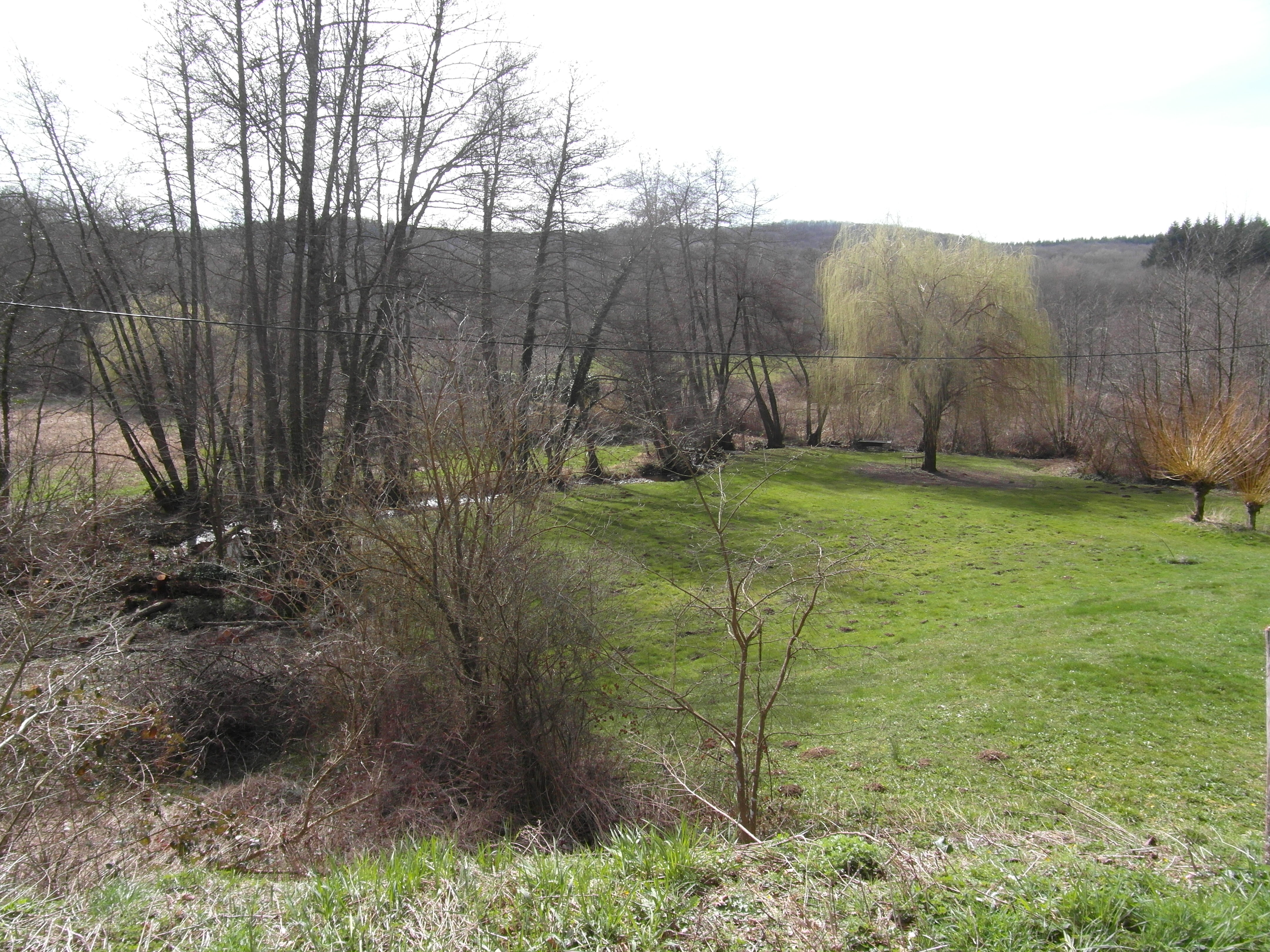
La Gère dans le secteur du Pont Rouge.

Véritable château d'eau de la région, de nombreux cours d'eau prennent leurs sources dans le massif forestier, les trois principales rivières sont :
- la Gère, affluent du Rhône et qui prend sa source à l'étang de la Grande Tuilière, sur le territoire de la commune de Châtonnay, à 549 m d'altitude et ses affluents, tels que le ruisseau de Girieux, l'Auron, le Grand Ruisseau et la Valaise[10]
- la Varèze, affluent du Rhône et qui prend sa source à l'étang du Grand Albert sur le territoire de la commune d'Arzay et ses affluent tels que la Petite Varèze, le Bordenon et le ruisseau de Varzay[11]
- le Dolon, affluent du Rhône situé en bordure méridionale de la forêt prend sa source dans le site des étangs de la commune de Pommier-de-Beaurepaire[12], un de ses affluents, le ruisseau de la Gaffe[13] prenant sa source dans cette même commune.

#### Les étangs
Selon le site nature vivante, 284 étangs d'une superficie de plus de 1 000 m2 ont été identifiés. Une dizaine d'autres étangs de création récente ont été identifiés au cours de prospection de terrain en 2010. La commune de Châtonnay regroupe 40 % des étangs de la zone avec cent-quatorze étangs et celle de Commelle (rattachée à la commune nouvelle de Porte-des-Bonnevaux depuis 2019) près de 10% avec vingt-sept étangs. Les autres communes du massif forestier possèdent entre cinq et vingt étangs. La superficie de ces plans d'eau varie de 0,1 à 16 hectares.
Le plus grand de ces plans d'eau est l'étang du Grand Albert, situé sur le territoire de la commune d'Arzay (également rattachée à la commune nouvelle de Porte-des-Bonnevaux depuis 2019). Celui-ci, asséché à la suite de la rupture de sa digue en 2008, fait l’objet d’un projet de rénovation, soutenu par un collectif d'usagers et de propriétaires locaux.
Voici, ci-dessous, la liste la plus complète possible des principaux étangs qui composent le territoire de la forêt de Bonnevaux, présentés selon les références toponymiques fournies par le site géoportail de l'Institut géographique national.
— Partie occidentale (à l'Ouest de la RD518, route de La Côte-Saint-André à Saint-Jean-de-Bournay)
| - Étang Cadenas - Étang de Clos Gabet - Étang Bertache - Étang du Seigneur - Étang Guy - Étang du Grand Albert - Étang Pélisson - Étang Cadenas - Étang de Clos Gabet - Étang Bertache | - Étang du Seigneur - Étang Guy - Étang du Grand Massot - Étang du petit Massot - Étang Girand - Étang Petit Jean - Étang Neuf - Étang Berthelet - Grand Étang - Étangs Romatifs | - Étang de l'Amour Blanc - Étang Ginot - Étang des Chaussées Courbes - Étang Gras - Étang de Primarette - Étang des Moilles - Étang des Sermettes - Étang du Mont Pallet - Étang du Grand Bois - Étang Pélisson |

— Partie orientale (à l'Est de la RD518, route de la Côte-Saint-André à Saint-Jean-de-Bournay)
| - Étang Moul - Étang Grand Garant - Étang Maunière - Étang de la Bâtie - Étang Gabot - Étang Harlet - Étang Roux - Étang Barbarin - Étang Pierre - Petit étang Garant - Grand étang Garant - Étang de la Grande Tuilière | - Étang Marion - Étang des Chaussées - Étang de Fer - Étang Jeannet - Étang Maréchal - Étang Petite Barre - Étang Grande Barre - Étang Bachelard - Étang Rat - Étang Robin - Étang Damné - Étang Grande Chaume | - Étang des Orgières - Étang de l'Émina - Étang Girard - Étang de la Grande et Petite loge - Étang Argoud - Étang Creney - Étang Godiveau - Étang Nivard - Étang de la Serverotte - Étang Boiteux - Étang de la Matafanière - Étang de fer |

Quelques photos de quelques étangs de la forêt de Bonnevaux en mars 2019
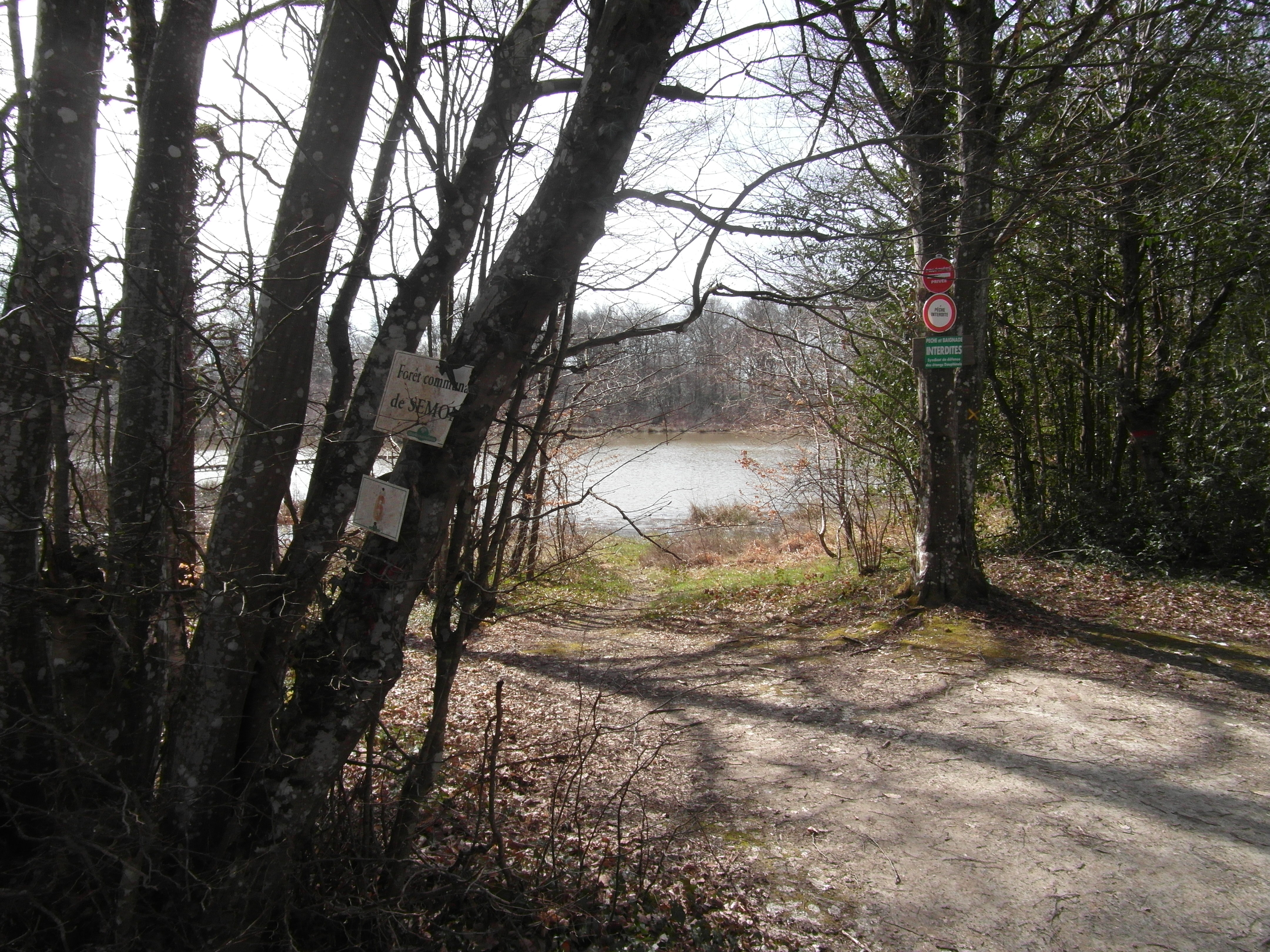
Étang Bertache.
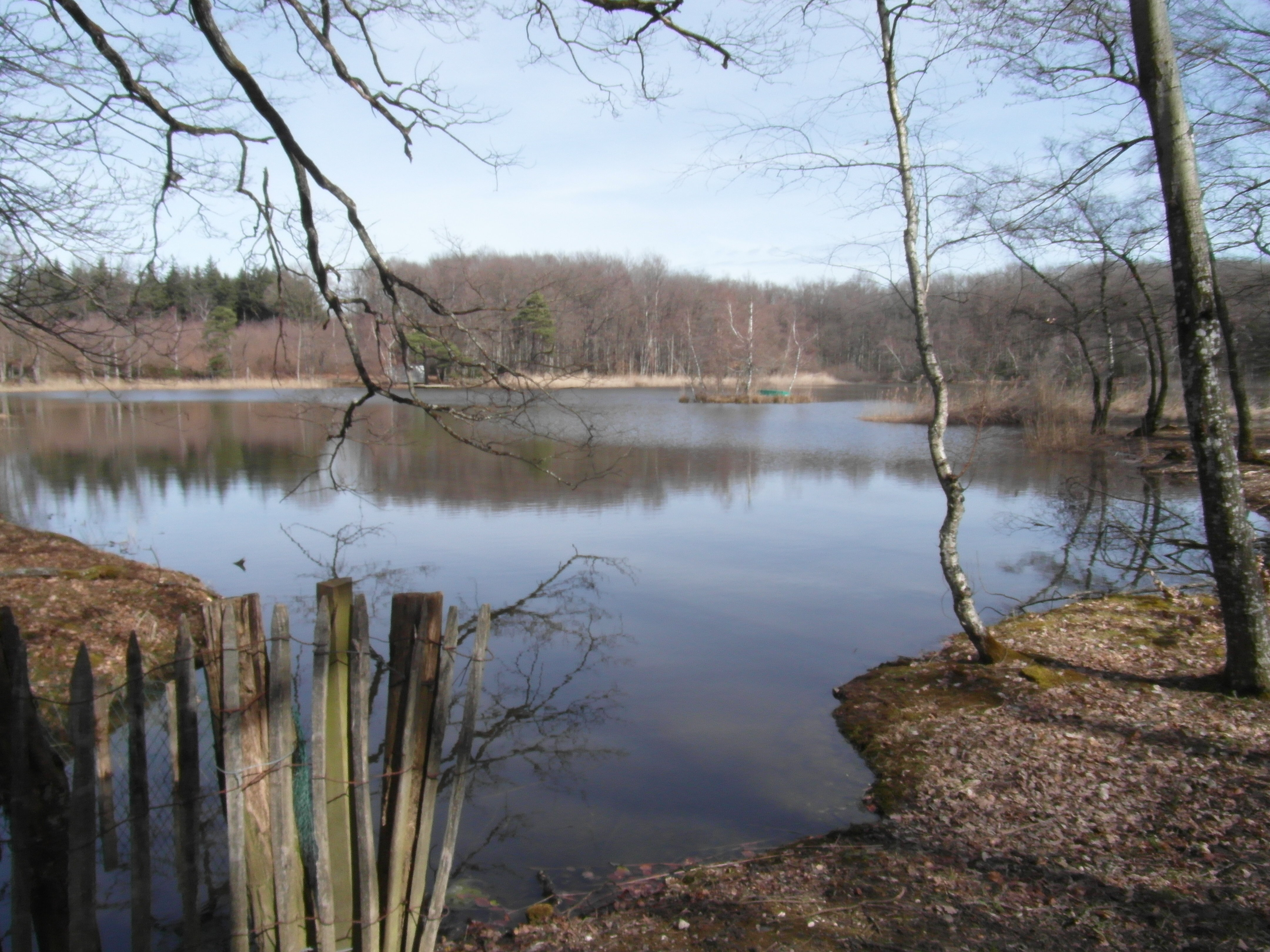
Étang de la Chapelle.
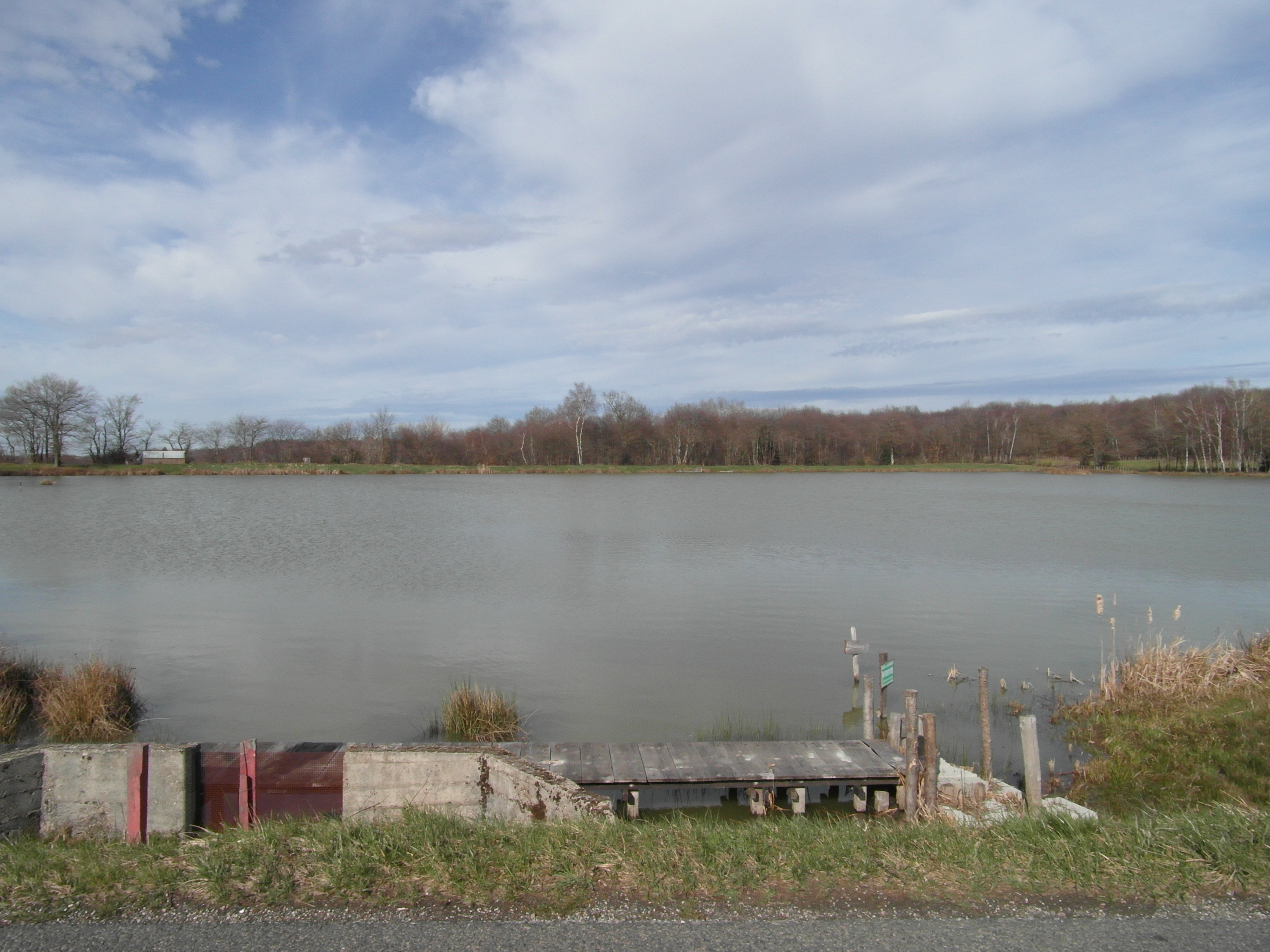
Étang des Chaussées neuves.
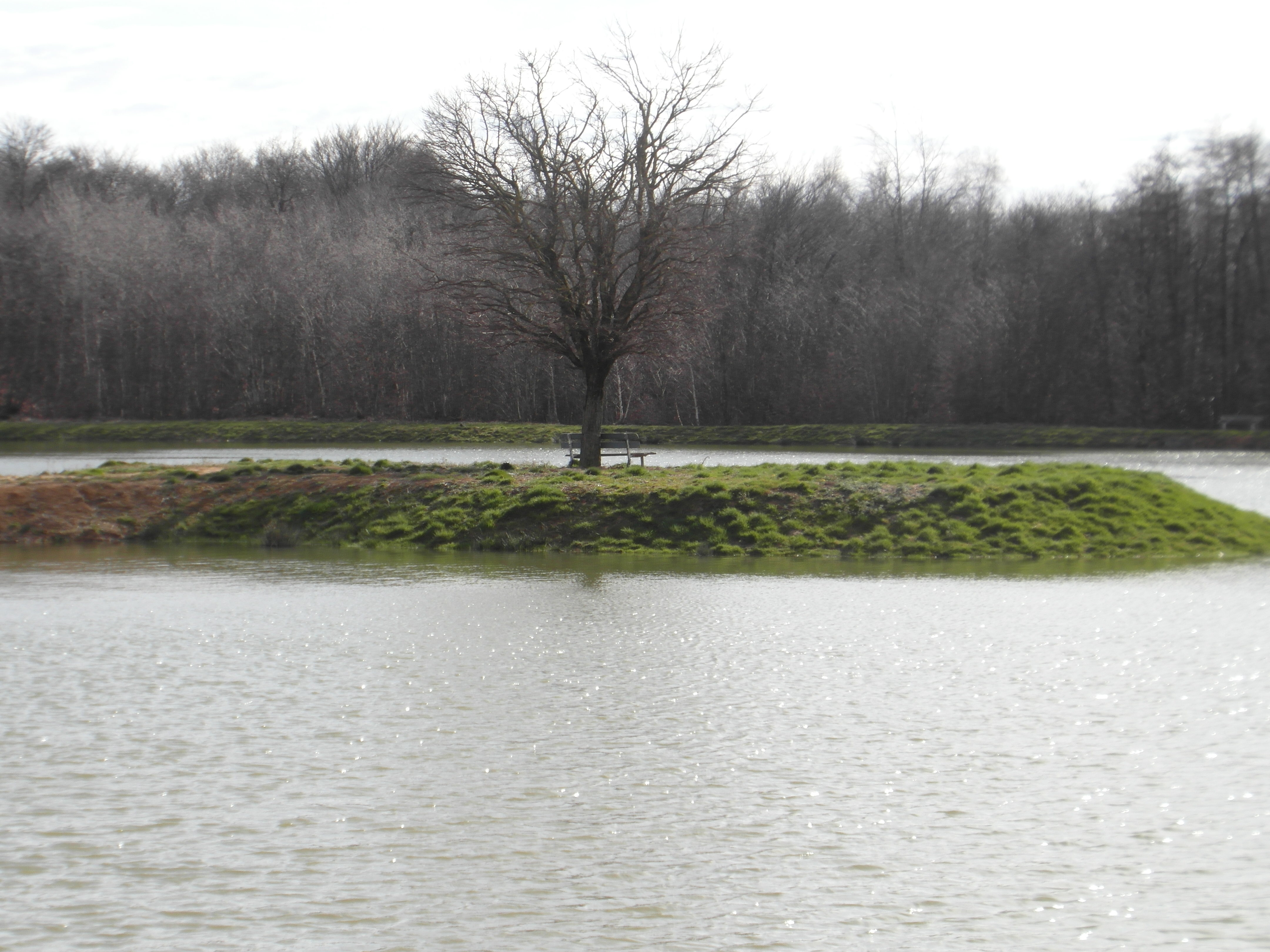
Étang des Sermettes.
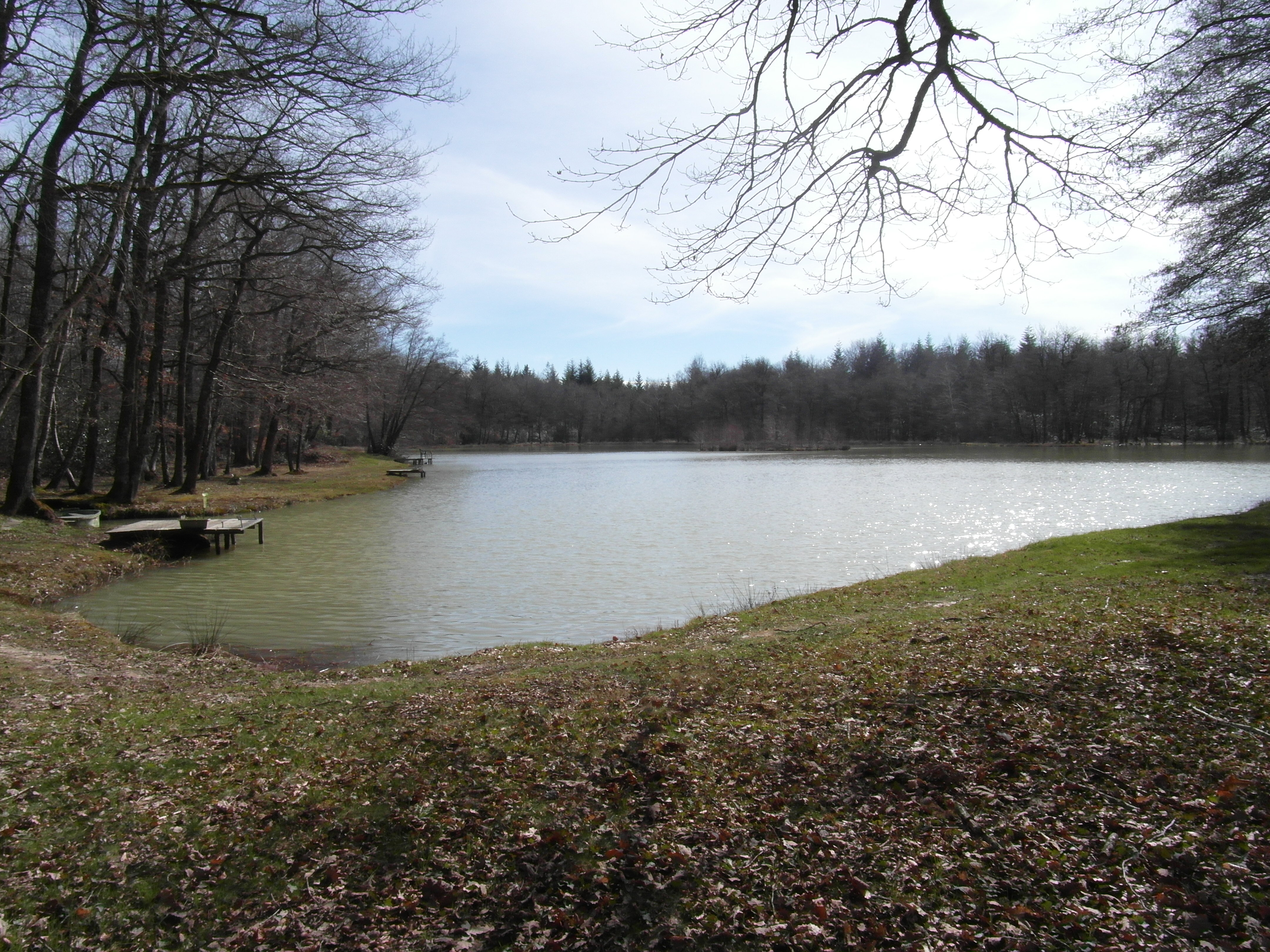
Étang Tournier.
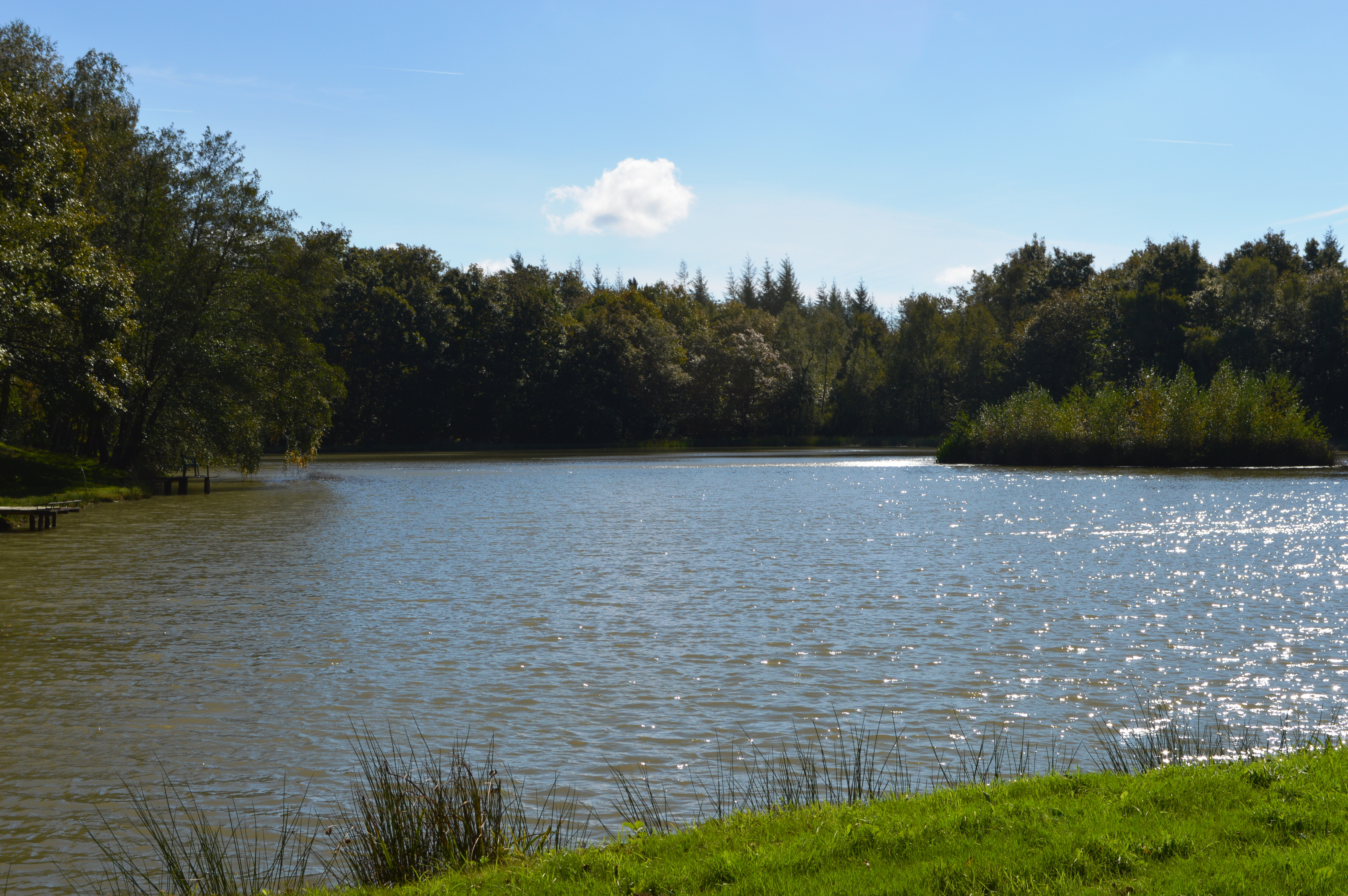
Étang Pelisson.

### Climat
Pour un article plus général, voir Climat de l'Isère.
Le massif de Bonnevaux est situé dans une zone climatique de transition à tendance continentale avec des influences océanique et méditerranéenne.
Voici, ci-dessous, le tableau des températures minimales et maximales enregistrées durant l'année 2017 dans la commune de Châtonnay, dont le territoire est située au centre du massif :
| Mois                              | jan. | fév. | mars | avril | mai  | juin | jui. | août | sep. | oct. | nov. | déc. |
| --------------------------------- | ---- | ---- | ---- | ----- | ---- | ---- | ---- | ---- | ---- | ---- | ---- | ---- |
| Température minimale moyenne (°C) | −5,8 | 1,2  | 4,6  | 4,9   | 10,3 | 15,8 | 15,9 | 15,4 | 10,5 | 6,2  | 1,6  | −1,2 |
| Température maximale moyenne (°C) | 2,7  | 13,6 | 17,5 | 19,1  | 19,6 | 29,2 | 28,8 | 28,6 | 21,7 | 20,5 | 10,2 | 5,1  |

## Écologie

### Les zones naturelles d'intérêt écologique
L'intérêt régional, au niveau écologique, est reconnu par la création de deux ZNIEFF dans le massif forestier. Une zone de type 1 concerne les
étangs et une zone de type 2 concerne la forêt (source : DREAL) :
- ZNIEFF no 38050002 : « Étang des Bonnevaux », d'une superficie de 2 146 hectares[16] ;
- ZNIEFF no 3805 : « Forêt de Bonnevaux », d'une superficie de 9 662 hectares[17].

Les ZNIEFF ne constituent pas des zones protégées mais le résultat d'un inventaire d'espaces naturels particuliers avec leur faune et leur flore particulière. Actuellement, ce massif ne bénéficie d’aucune mesure de protection.

### La charte forestière du Bas-Dauphiné Bonnevaux
La charte Forestière de Bas-Dauphiné et Bonnevaux est composée de 87 communes réparties sur quatre intercommunalités  ViennAgglo, la Communauté de communes Bièvre Isère la communauté de communes du Pays Roussillonnais et la Communauté de communes Entre Bièvre et Rhône.
Cette charte dont le but est de « considérer la multifonctionnalité de la forêt, au sein d’un territoire, pour la gérer durablement » concerne les zones forestières dont la plus grande partie est constituée par la forêt de Bonnevaux et la Forêt domaniale des Blaches, composée majoritairement de taillis de feuillus et taillis sous futaie, couvre une surface de 28 400 hectares soit 26 % du territoire concerné.

## Toponymie
Du patois bona (bon) et val (vallée). Le terme "Bonnevaux" apparaît sur une carte de 1631 avec l'orthographe Bonnevaulx et sur une carte latine de la même époque avec la dénomination latine Bonarum Vallium.

## Lieux remarquables

### Croix de Bonnevaux
On peut encore découvrir sur le territoire de Villeneuve de Marc, quelques traces de bâtiment de l'ensemble ayant constitué l'abbaye de Bonnevaux dont celles du moulin des moines et les vestiges apparents correspondent aux assises des murs du monastère. Une croix a été installée sur le site en 1933 par l'abbaye de Tamié, seule seule survivante des filles de Bonnevaux.
Trois plaques commémoratives ont été installées sur le socle de la croix, et rappellent l"histoire de l'abbaye.

### Le château d'Arzay
Le château d'Arzay ou château Avril a été construit à la demande de la famille Bouchardon vers 1880, sous la direction de l’architecte isérois Alfred Berruyer. En 2019, l'édifice est utilisé en résidence touristique.

### Le château de Bonnevaux
Le château de Bonnevaux est constitué d'un ancien relais de chasse construit au XVIIIe siècle auquel a été rajouté un manoir datant du XIXe siècle, édifiée par un chirurgien lyonnais. En 2019, l'ensemble est utilisé en résidence touristique.

### Autres bâtiments classés
Le moulin à eau de Nantoin, situé sur le territoire de la commune de Porte-des-Bonnevaux  date du XIXe siècle. Il est en partie classé et pour partie inscrit au titre des monuments historiques par arrêté du 3 mars 1997.

Quelques photos de divers sites de la forêt de Bonnevaux en mars 2019
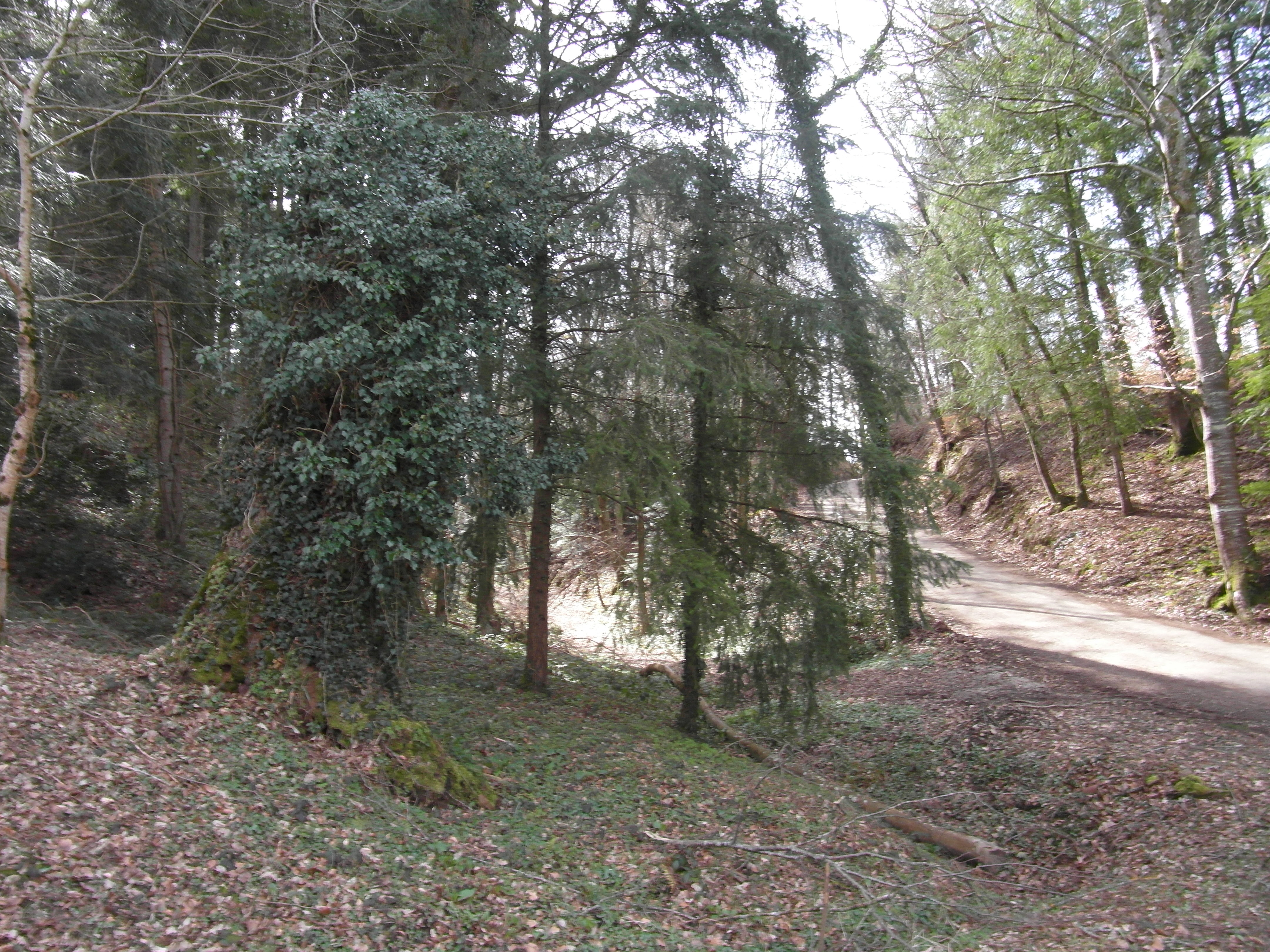
Chemin forestier.
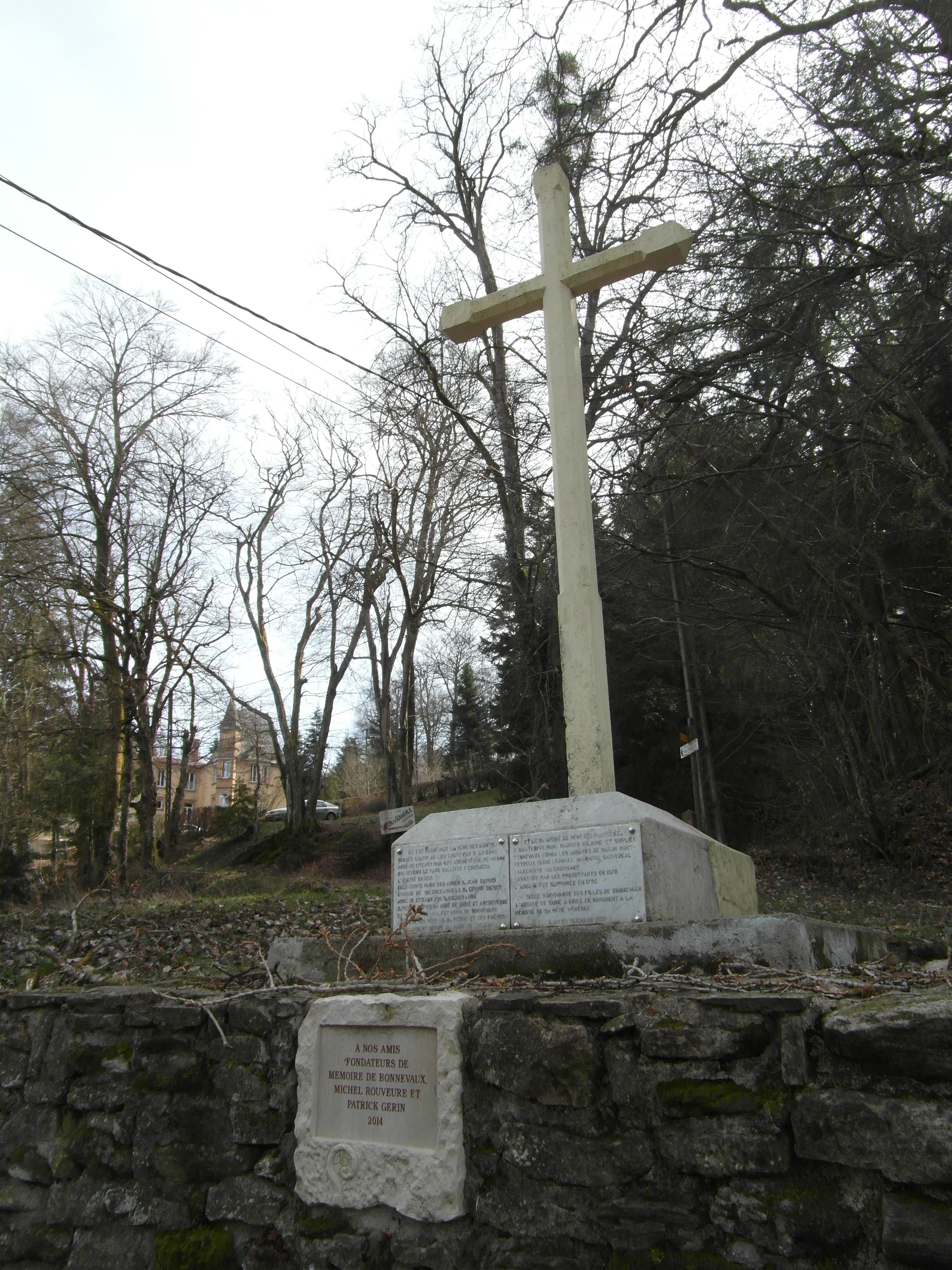
Croix de Bonnevaux.
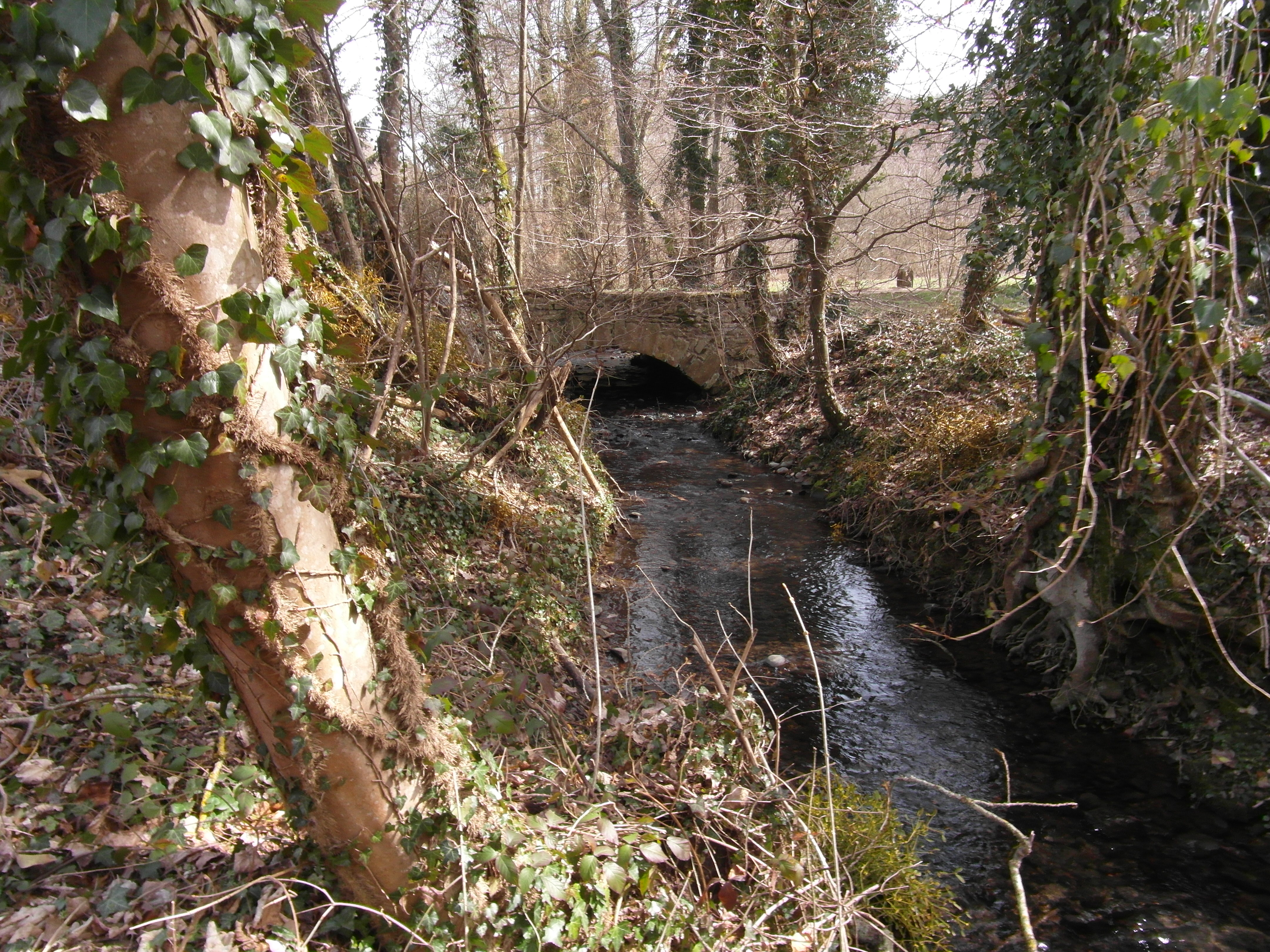
Pont sur la Gère.
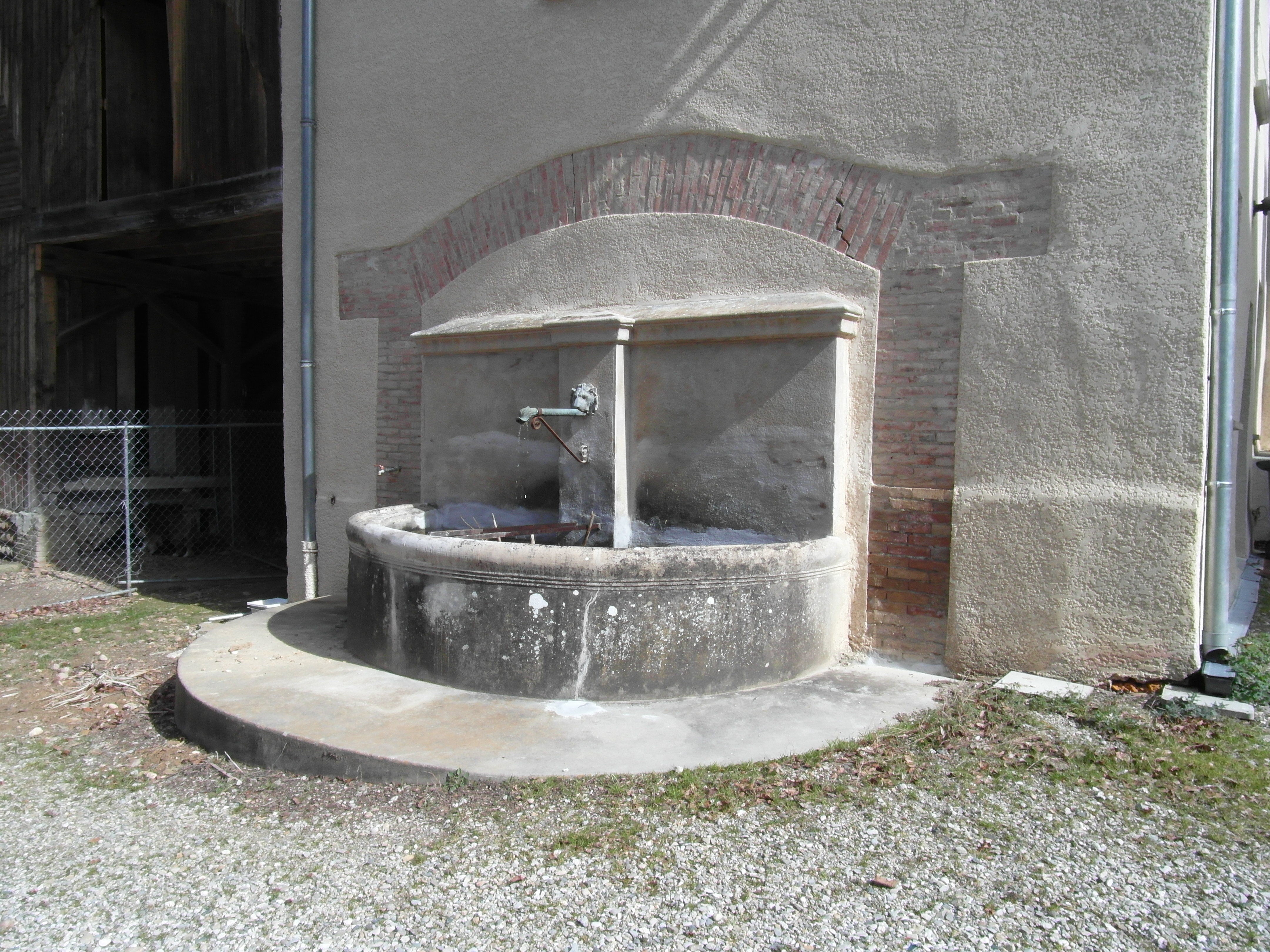
Fontaine du Château de Bonnevaux.
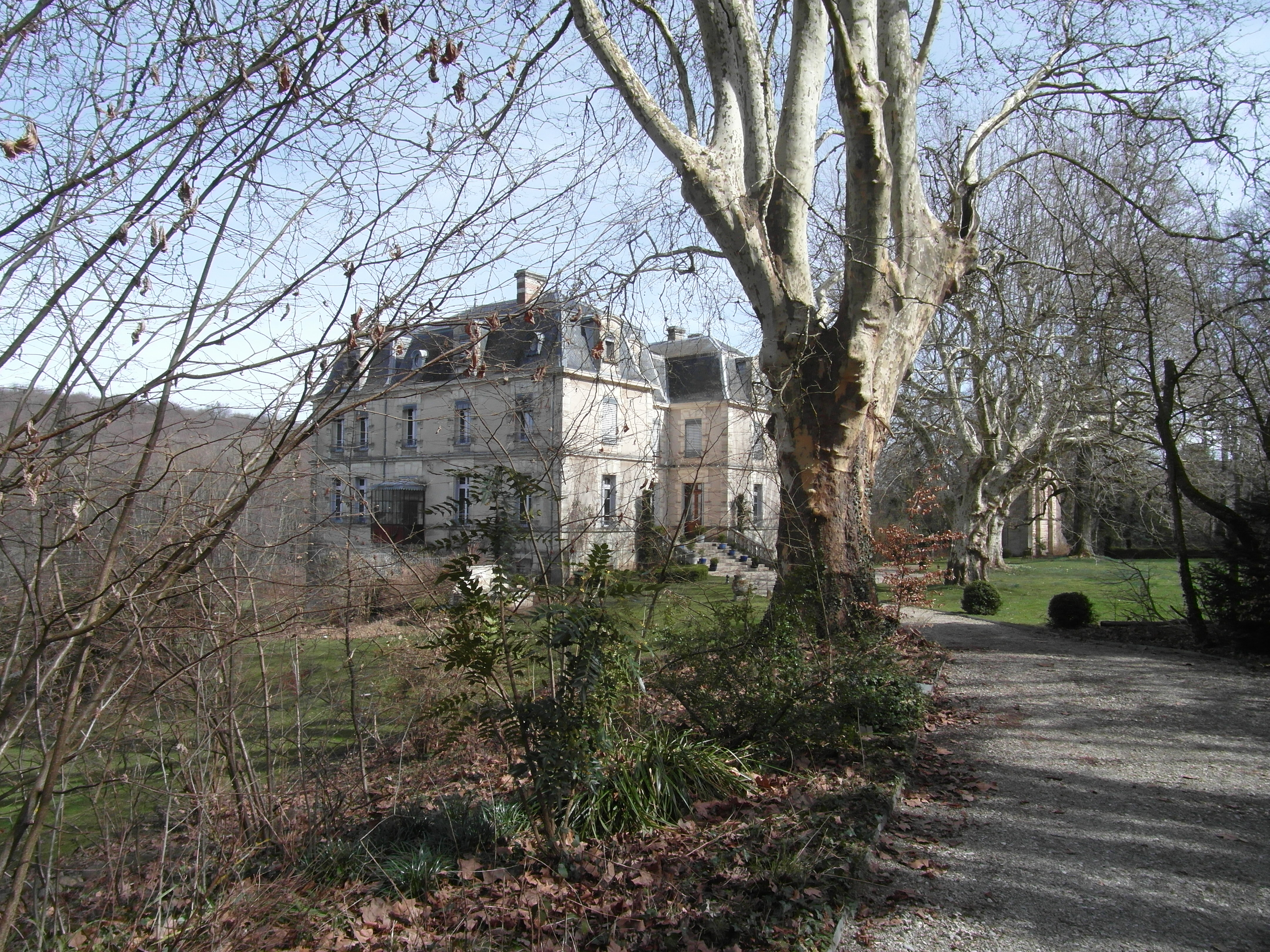
Château d'Arzay.
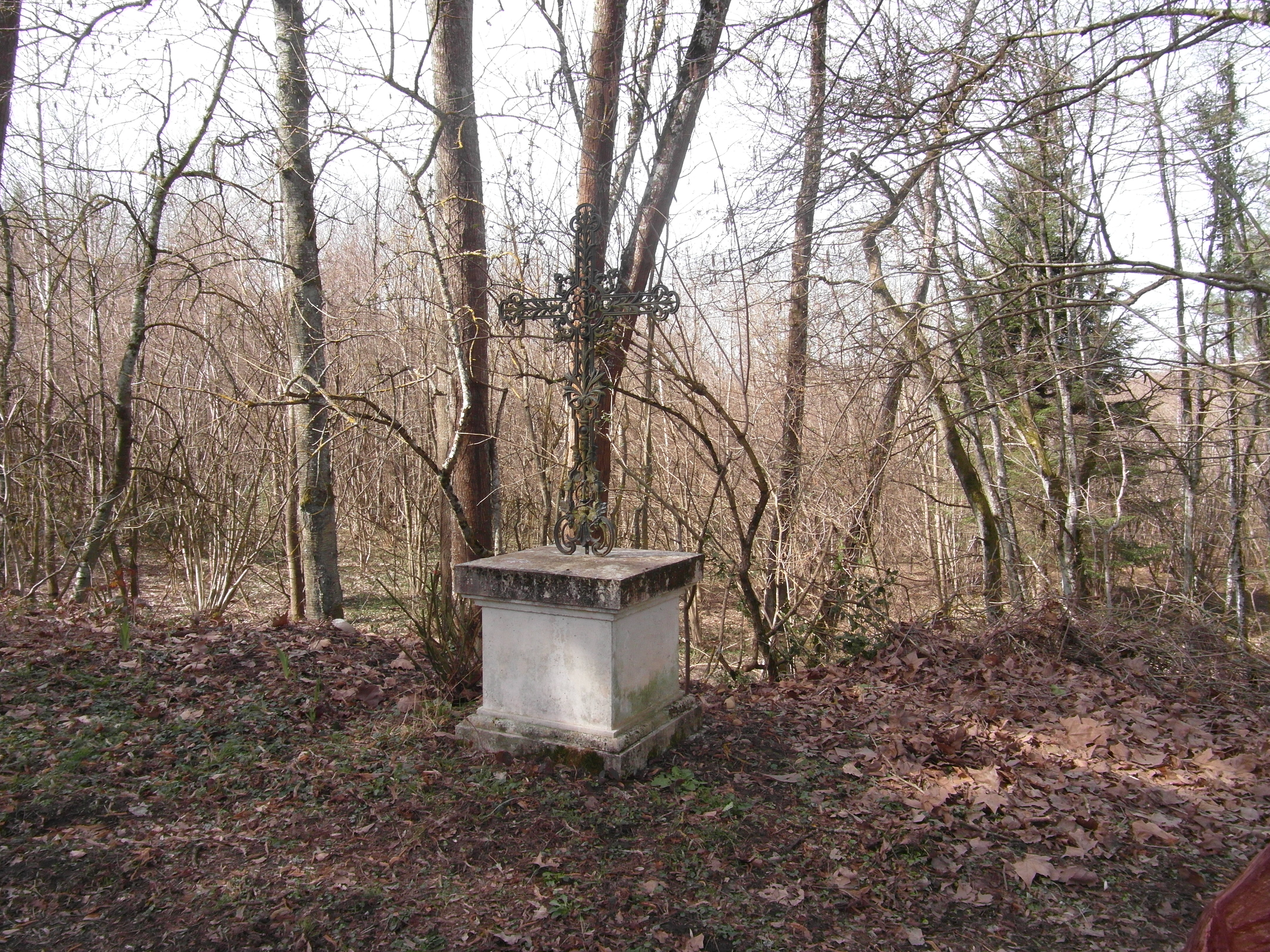
Croix du château d'Arzay.
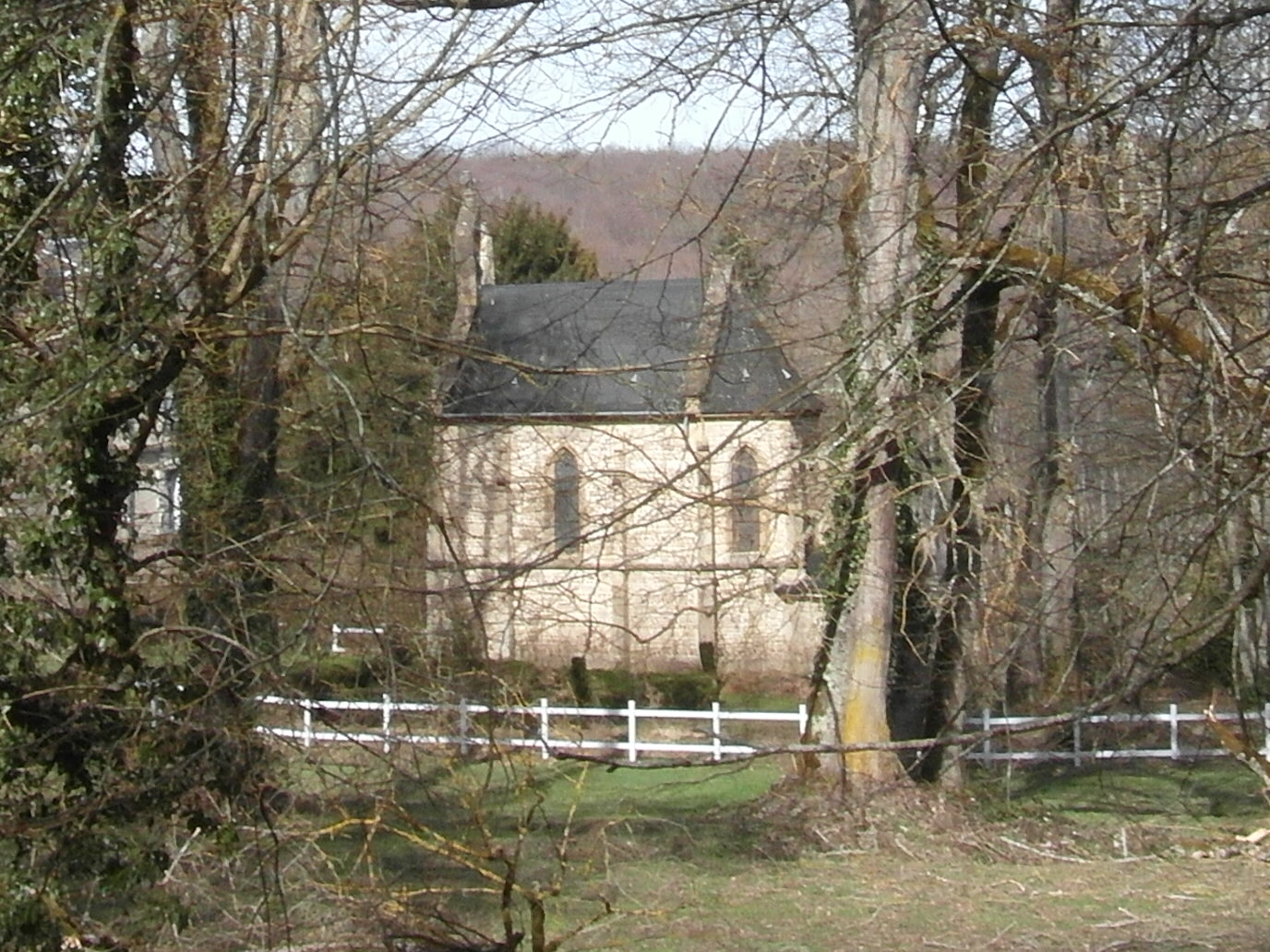
Chapelle du château d'Arzay.

## Faune et flore

### Habitats forestiers
Le massif forestier des Bonnevaux, à l'instar du massif des Chambarans, situé plus au sud, présente un boisement de taillis de châtaigniers, mélangés au chêne rouvre ou pédonculé sur environ 40 % de son territoire.

### Végétation

#### Flore patrimoniale

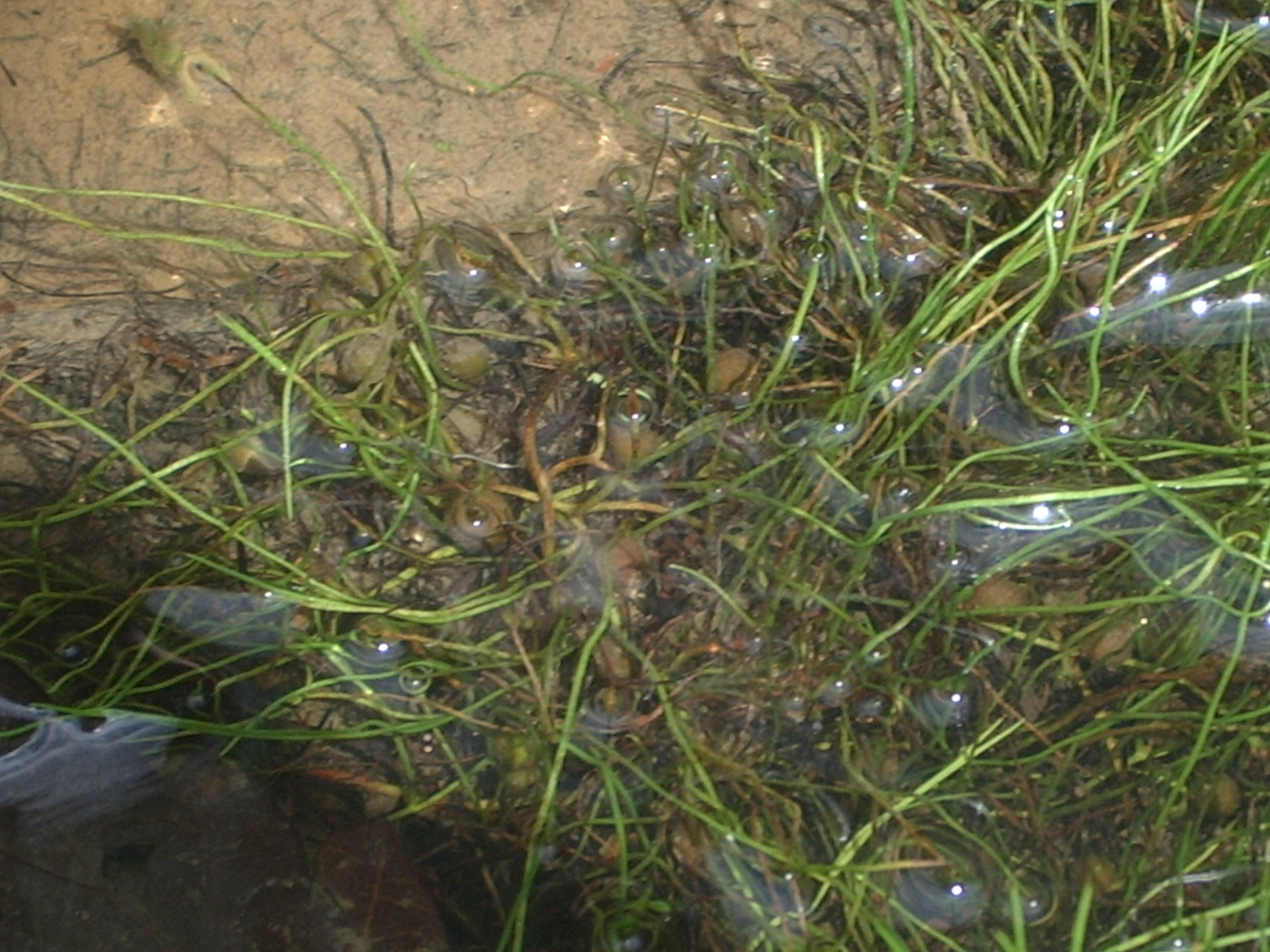
La boulette d'eau.

Le massif abrite de nombreuses espèces liées à la présence de sols humides ou marécageux, tels que :
- Littorella uniflora ;
- Pilularia globulifera ou boulette d'eau ;
- Eleocharis ovata ;
- Carex bohemica ;
- Ludwigia palustris ou isnardie des marais ;
- Hydrocotyle vulgaris ou herbe aux partagons ;
- Trapa natans ou mâcre nageante ;
- Sparganium emersum ou rubanier émergé.

### Faune
On peut également découvrir des nombreuses espèces d'insectes (particulièrement des libellules) et d'autres animaux, également liés à la présence de l'eau

#### Insectes

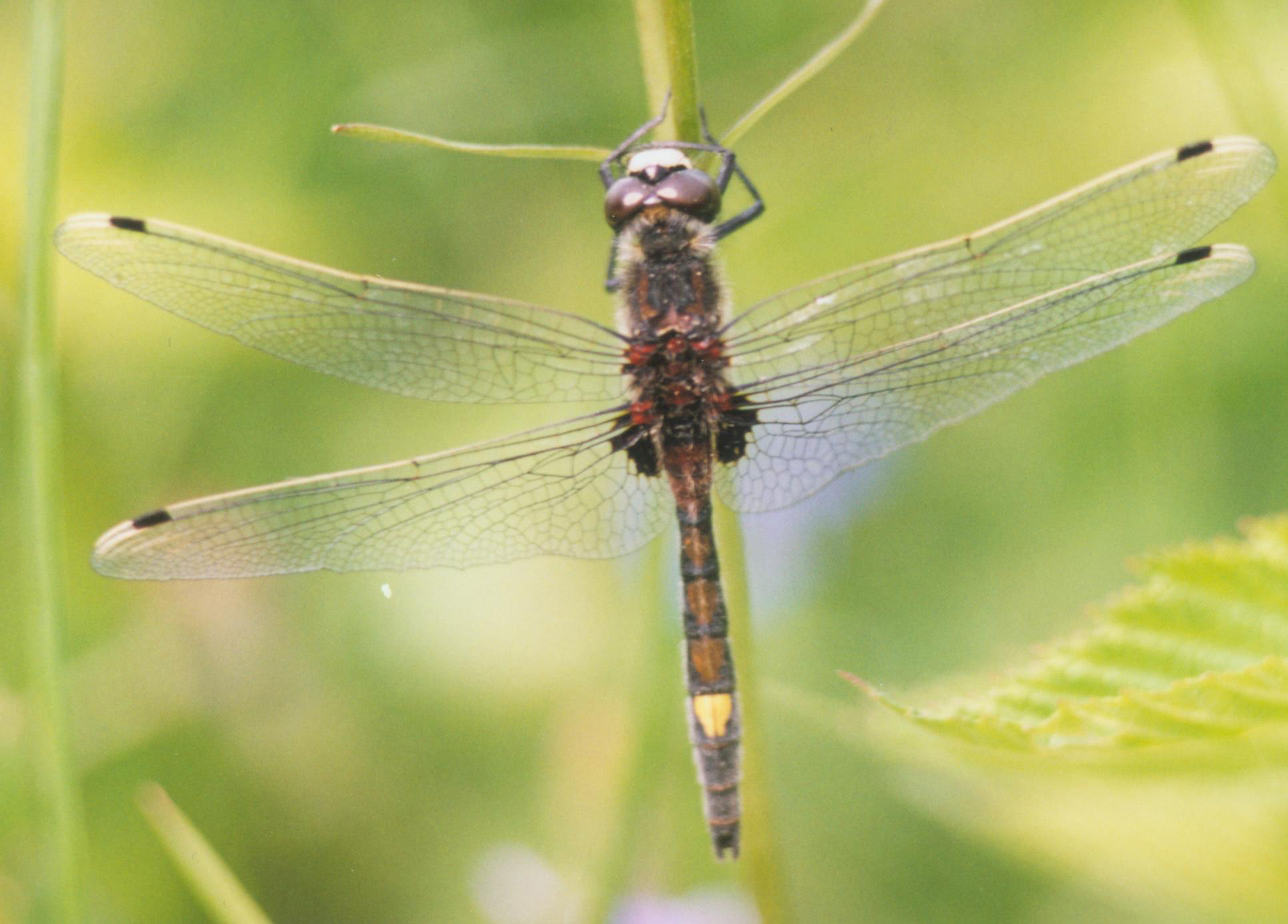
Leucorrhine à gros thorax.

- Leucorrhinia caudalis ou leucorrhine à large queue
- Leucorrhinia albifrons ou leucorrhine à front blanc
- Leucorrhinia pectoralis ou leucorrhine à gros thorax
- Epitheca bimaculata ou cordulie à deux taches
- Lestes dryas ou leste des bois

#### Autres espèces
- Le Héron pourpré (Ardea purpurea)
- Le Triton crêté (Triturus cristatus)
- Le Sonneur à ventre jaune (Bombina variegata)

## Bonnevaux dans les arts
Le roman de Nicole Provence, Le gourou des Terres froides publié aux éditions Ravet-Anceau en 2007, évoque ce secteur du Nord-Isère dans un thriller policier. La forêt domaniale des Blaches et le massif forestier des Bonnevaux y sont nommément cités.